# أنز أب سفلي
أنز أب سفلي هي قرية في مقاطعة نمين، إيران. عدد سكان هذه القرية هو 704 في سنة 2006.